# Oxydesmus
Oxydesmus är ett släkte av mångfotingar. Oxydesmus ingår i familjen Oxydesmidae.

## Dottertaxa tillOxydesmus, i alfabetisk ordning[1]
- Oxydesmus anacanthus
- Oxydesmus barombi
- Oxydesmus campi
- Oxydesmus campii
- Oxydesmus castaneus
- Oxydesmus colombi
- Oxydesmus crinitus
- Oxydesmus curtiramus
- Oxydesmus cuspidatus
- Oxydesmus deinus
- Oxydesmus diaphorus
- Oxydesmus episemus
- Oxydesmus euryurus
- Oxydesmus falcatus
- Oxydesmus flabellatus
- Oxydesmus flavocarinatus
- Oxydesmus gilvicauda
- Oxydesmus glivicauda
- Oxydesmus gnorimus
- Oxydesmus granulosus
- Oxydesmus hemerus
- Oxydesmus kraepelini
- Oxydesmus laevis
- Oxydesmus levigatus
- Oxydesmus levipes
- Oxydesmus liber
- Oxydesmus liberrimus
- Oxydesmus mastophorus
- Oxydesmus mauriesi
- Oxydesmus medius
- Oxydesmus occidentalis
- Oxydesmus pellisternus
- Oxydesmus spatulatus
- Oxydesmus thomsoni
- Oxydesmus thyridotus
- Oxydesmus unicolor
- Oxydesmus valdaui
- Oxydesmus xanthomelas